# 跨性別倡議站
跨性別倡議站（英語：Transgender Punk Activist, Taiwan）是台灣一個以倡議跨性別議題（部份女同志、女性主義）為定位核心的組織，於2012年9月成立運作。目前以研究與推動台灣性別變更登記議題、群體差異深化與合作連結為工作目標，並關注台灣跨性別權益。

## 發起人
陳薇真（Wei-Jhen Chen）自我認同為跨性女（transwoman），來自台灣台北，學歷是政治大學哲學系碩士，曾擔任PTT跨性別板（transgender）板主（2010年）。反對免術換證。
她曾於台灣女性學學會（2010年）與文化研究年會（2012年），發表台灣變性/異性裝扮網路社群歷史的研究（2010年），與一篇談生理女性性別不安與MTF在台灣女同志歷史（2012年）的研討會發表。

## 歷史
2010年，陳薇真於擔任PTT跨性別板板主期間，突顯台灣跨性別「T」在台灣自2004年後在社群、運動與媒體中已廣泛使用的「LGBT」之間格格不入、被忽視的情況，因為往往較多仍然只是同性戀的。此事件後來鬆動了台灣同志運動的版圖，跨性別被忽略的情形引起正視。
2012年9月，向台灣知名的情慾自主空間BBS站台「花魁藝色館」申請獨立空間的情慾扮裝版（crossdress），獲站方同意，於11月開板。
2013年1月，發佈「台灣TS/CD網路約愛情境的性安全行為、暴力與求助」問卷調查。結果指出，MTF中仍有近3成處於無收入狀態。約愛性行為中，肛交比例約50%，全程戴套比例：27%總是、12%經常、12%通常、15%偶爾、4%從不。其中高達近三成曾在網路約愛的跨性女曾遭性侵未遂，二成三曾遭性侵。跨性別的性安全防治與網路約愛人身暴力值得受到當局、社群與相關民間非政府組織重視。
2013年2月，於《公民及政治權利國際公約》與《經濟社會文化權利國際公約》兩公約國際委員在台進行審查報告時，對台灣跨性別議題發言。並嘗試撰寫一份台灣變性群體情況的一般報告，儘管尚未是正式文件。

## 外部連結
- 跨性別倡議站 官方網站 （页面存档备份，存于）
- 跨性別倡議站的Facebook專頁
- 國際跨性別旗台灣推廣 首次將在518中台灣同志大遊行 （页面存档备份，存于）